# Надиризбек
Надиризбек (каз. Нәдірізбек, до 199? г. — 3-я Пятилетка) — село в Коксуском районе Жетысуской области Казахстана. Входит в состав Муканшинского сельского округа. Код КАТО — 194849600.

## Население
В 1999 году население села составляло 164 человека (80 мужчин и 84 женщины). По данным переписи 2009 года, в селе проживало 139 человек (64 мужчины и 75 женщин).